# Ausbesserungswerk Kaiserslautern

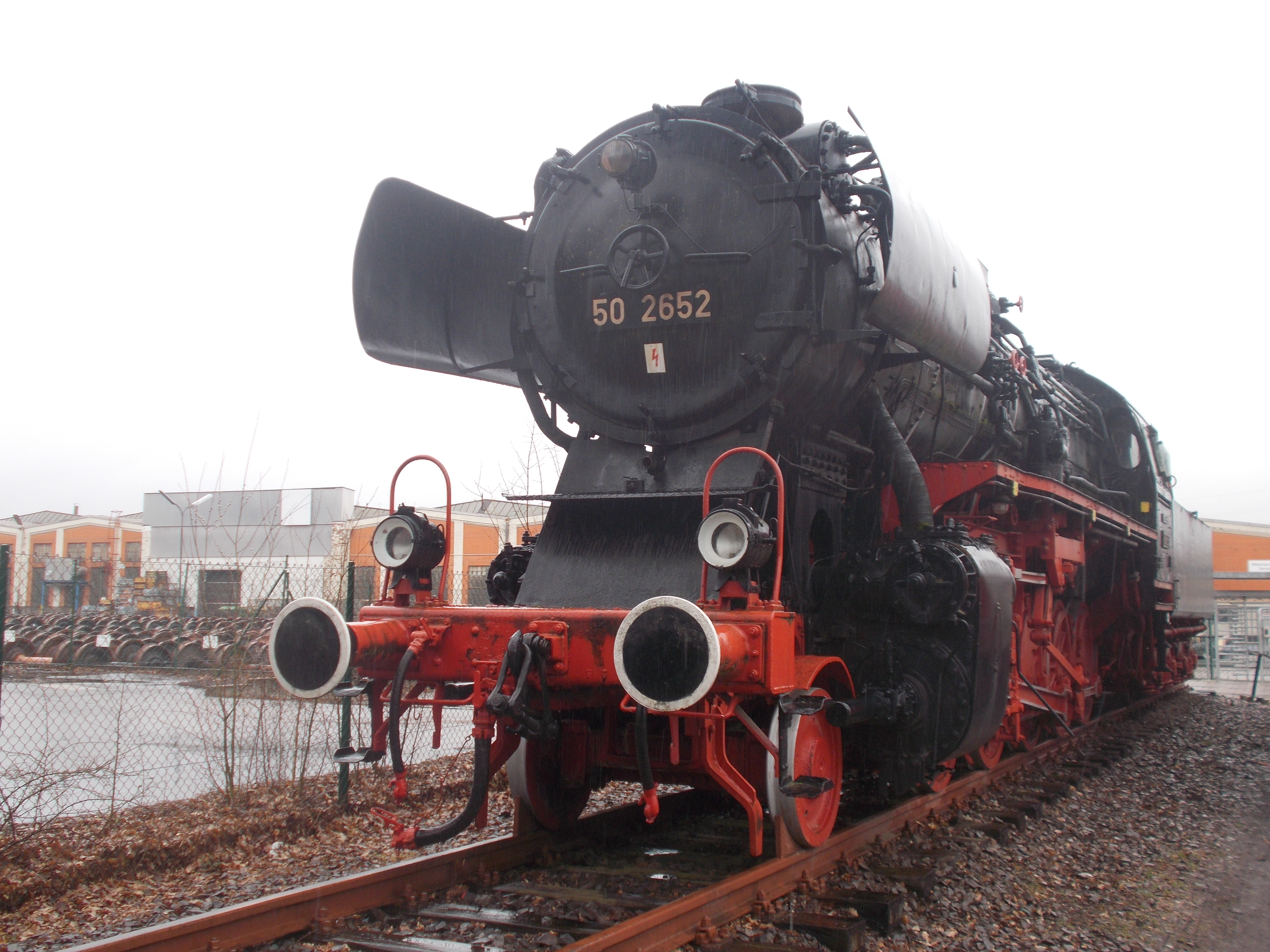
Dampflok der BR 50 vor dem Eisenbahnausbesserungswerk Kaiserslautern

Das Ausbesserungswerk Kaiserslautern war neben seinem Pendant in Ludwigshafen zu Staatsbahn-Zeiten eines von insgesamt zwei seiner Art innerhalb der Pfalz. Ein Teil des Werks besteht bis heute und wird von RailMaint betrieben.

## Lage
Das Ausbesserungswerk befindet sich auf Gemarkung des Kaiserslauterer Stadtteils Vogelweh südlich der Hauptgleise der Bahnstrecke Mannheim–Saarbrücken. In südlicher Richtung wird das Gelände durch die Bundesstraße 37 (Pariser Straße) begrenzt. Südöstlich des Werks liegt außerdem die Siedlung Bahnheim.

## Geschichte
Nachdem Kaiserslautern bereits im Zuge des Baus der Pfälzischen Ludwigsbahn Standort eines Bahnbetriebswerkes – einschließlich einer Hauptwerkstätte – geworden war, entstand im Jahr 1914 einige Kilometer westlich des Hauptbahnhofs ein Ausbesserungswerk für größere Reparaturmaßnahmen. Zwei Jahre später war die Wagenhalle vollendet und 1920 schließlich diejenige für Dampflokomotiven.
Das Ausbesserungswerk Ludwigshafen verlor zum 31. März 1930 seine Selbständigkeit und wurde zu einer Abteilung des Ausbesserungswerks Kaiserslautern. 1937 wurde es dem  Ausbesserungswerk Darmstadt zugeschlagen.
1933 begann das Reichsbahnausbesserungswerk für das 100-jährige Jubiläum der deutschen Eisenbahn, das zwei Jahre später stattfand, einen Nachbau der Dampflokomotive Adler herzustellen.
Mit der Gründung der Deutschen Bundesbahn 1949 erhielt das Werk den Namen Ausbesserungswerk Kaiserslautern und behielt ihn bis zum Ende der Bundesbahn 1993. Im Zuge der ersten Stufe der Bahnreform ging das AW Kaiserslautern 1994 auf die Deutsche Bahn AG über. Im Sommer 1999 wurde das Werk der DB Cargo AG zugeordnet (zweite Stufe der Bahnreform) und unmittelbar danach in eine neu gegründete Bahntechnik Kaiserslautern GmbH ausgegliedert. Im Jahr 2005 wurde diese Firma liquidiert. Die Süddeutsche Rail Service GmbH führte anschließend das Werk weiter.
Ab 2009 gehörte das Werk zur schwedischen EuroMaint-Gruppe. Am 28. Dezember 2015 wurde der Verkauf der deutschen EuroMaint-Standorte einschließlich des Werks Delitzsch an das Investmentunternehmen Iberia Industry Capital Group bekanntgegeben. Die Betreibergesellschaft firmiert seit 2. Mai 2016 als RailMaint.
Auf Teilen des Werkgeländes soll künftig ein Gewerbegebiet entstehen.

## Haltepunkt
Eigens für Angestellte des Werks entstand an der aus der Ludwigsbahn hervorgegangenen Strecke von Mannheim nach Saarbrücken bei Streckenkilometer 40,2 der Haltepunkt Kaiserslautern-Ausbesserungswerk, der entsprechend keinen öffentlichen Zugang besaß. Oftmals stiegen an ihm hunderte von Mitarbeitern in Personenzüge ein. Da die Bedeutung des Ausbesserungswerkes nach dem Zweiten Weltkrieg kontinuierlich sank, wurde der Haltepunkt aufgegeben und im Jahr 2015 der Bahnsteig zurückgebaut.